# Potenza disponibile
La potenza disponibile è la massima potenza erogabile da un circuito elettrico.

La potenza disponibile è erogata dal circuito solamente in caso di adattamento (adattamento di potenza), e cioè quando i morsetti d'uscita del circuito stesso sono chiusi su di un carico la cui impedenza Zload è il complesso coniugato dell'impedenza d'uscita Zi (cioè l'impedenza vista dai morsetti d'uscita del circuito applicando il teorema di Thévenin o il teorema di Norton).

## Circuito puramente resistivo
Nel caso di un circuito puramente resistivo l'adattamento in potenza si ha quando l'impedenza di carico Rload è puramente reale e coincide con la resistenza d'uscita Ri del circuito stesso.

La potenza sul carico Rload vale:

{\displaystyle P_{load}={R_{load}}\cdot \left({\frac {V}{R_{i}+R_{load}}}\right)^{2}} 

al fine di ottenere il valore di Rload per il quale si ha il massimo trasferimento di potenza si deriva Pload rispetto a Rload:

{\displaystyle {\frac {dP}{dR_{load}}}=V^{2}\cdot \left({\frac {R_{i}-R_{load}}{\left(R_{i}+R_{load}\right)^{3}}}\right)}

che posto uguale a 0 dà appunto:

{\displaystyle R_{load}=R_{i}}

Si può verificare facilmente tramite un'ulteriore derivazione che in corrispondenza di Rload=Ri si ha un massimo per Pload.

## Circuito non puramente resistivo
Nel caso più generico, cioè quando le impedenze in gioco non sono puramente resistive, l'adattamento si ha quando il carico è il complesso coniugato dell'impedenza d'uscita del circuito Zi. Infatti basta vedere che il massimo trasferimento di potenza attiva dal generatore al carico si ha quando la reattanza di Zi è uguale all'opposto della reattanza di Zload; in questo modo la reattanza totale del circuito risulta essere nulla e quindi le considerazioni sul trasferimento della massima potenza dal generatore al carico sono le stesse del circuito puramente resistivo.